# Renate von Natzmer
Renate von Natzmer, född 9 juni 1898 i Borkow, Pommern, död 18 februari 1935 i Plötzensee, var en tysk agent som spionerade för den polska underrättelsetjänstens räkning.
Renate von Natzmer rekryterades av den polske majoren Jerzy Sosnowski och fick i uppgift att försöka få tag i upplysningar om en framtida tysk invasion av Polen. Hon avslöjades av Abwehr 1934 och dömdes året därpå till döden tillsammans med Benita von Falkenhayn.